# Élection présidentielle bissau-guinéenne de 2005

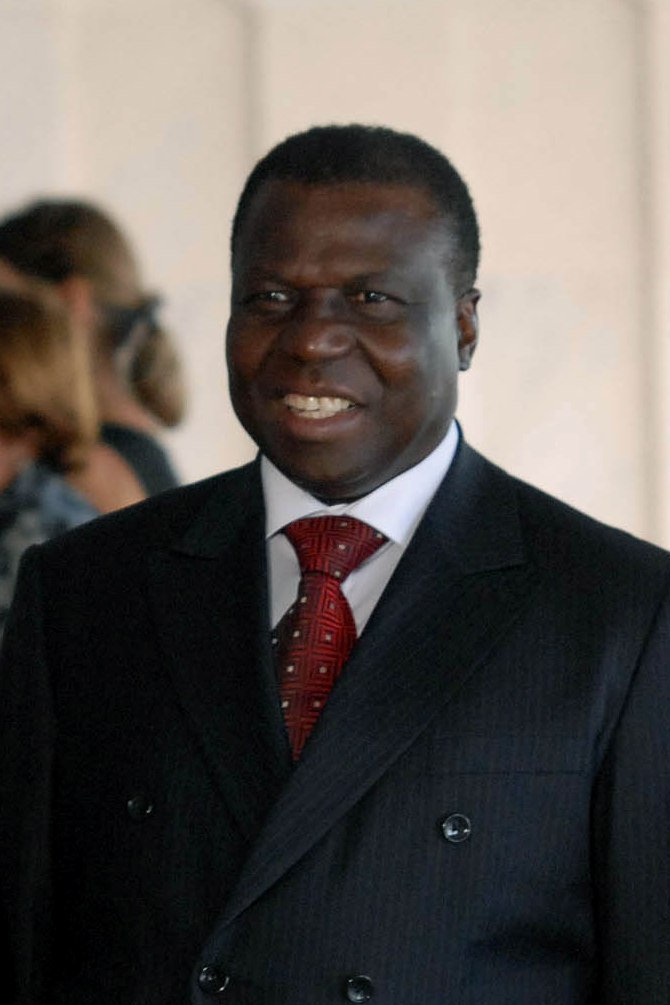
João Bernardo Vieira

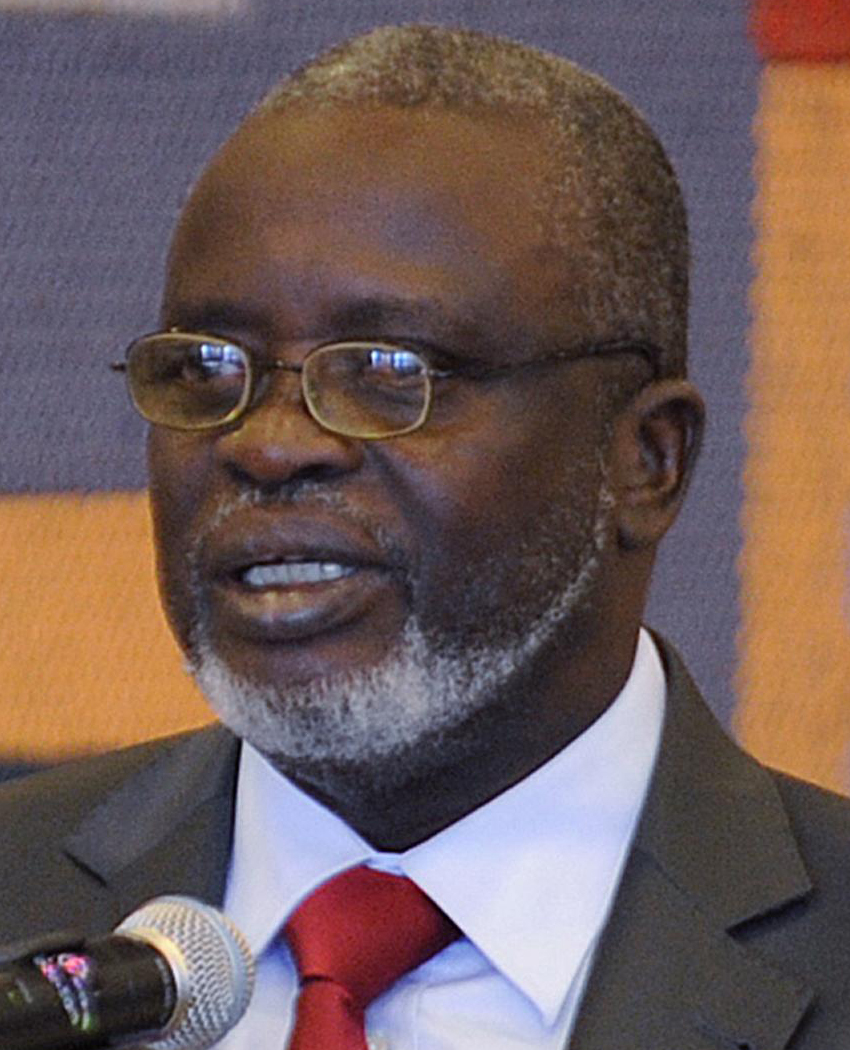
Malam Bacai Sanhá

L' Élection présidentielle bissau-guinéenne de 2005 a lieu en Guinée-Bissau le 19 juin 2005, avec un deuxième tour de scrutin le 24 juillet. L'élection marque la fin d'une transition vers un régime démocratique après le renversement du gouvernement précédemment élu lors d'un coup d'État militaire en septembre 2003 dirigé par le général Veríssimo Correia Seabra. Elle voit la victoire de l'ancien président et candidat indépendant João Bernardo Vieira.

## Contexte
À la suite du coup d'État, un gouvernement civil est nommé pour superviser la transition et prête serment le 28 septembre 2003. Henrique Rosa est nommé président par intérim après des entretiens avec des dirigeants militaires, politiques et de la société civile, tandis qu'Artur Sanhá du Parti pour le renouveau social (PRS) est nommé Premier ministre.
Les élections législatives, reportées à de nombreuses reprises sous la présidence de Kumba Ialá, sont organisées le 28 mars 2004. Le scrutin est déclaré libre et équitable par les observateurs électoraux. L'ancien parti au pouvoir, le Parti africain pour l'indépendance de la Guinée et du Cap-Vert (PAIGC), remporte une Majorité relative de sièges. Le parti de Kumba Ialá, le PRS, se classe deuxième, suivi du Parti social-démocrate uni (PUSD). Le chef du PAIGC, Carlos Gomes Júnior, prend ses fonctions de Premier ministre en mai 2004.
La période de transition est marquée par une stabilité politique et nationale accrue. Le gouvernement intérimaire réussi à améliorer le bilan de la Guinée-Bissau en matière de droits de l'homme, comme en témoignent alors les récents rapports nationaux du département d'État américain sur les pratiques en matière de droits de l'homme pour la Guinée-Bissau (publiés le 28 février 2005, qui déclarent que « le gouvernement [de transition] a généralement respecté les droits de l'homme de ses citoyens; cependant, il y avait des problèmes dans certains domaines ». Le rapport précédent, publié le 25 février 2004, indiquait que "le bilan du gouvernement [Kumba Ialá] en matière de droits de l'homme restait médiocre et qu'il continuait de commettre de graves abus".
La plus grande menace à la stabilité survient le 6 octobre 2004 lorsqu'une mutinerie de soldats – provoquée par des salaires impayés – prend un tournant violent. Le général Veríssimo Correia Seabra et son lieutenant sont tués par les soldats révoltés. Malgré ce revers, les relations tendues entre le gouvernement et l'armée s'améliorent avec la signature d'un protocole d'accord.

## Candidats
Le 10 mai 2005, la Cour suprême publie une liste de candidats admis aux élections. Trois candidats précédemment interdits sont finalement autorisés à se présenter au scrutin et figurent sur la liste définitive des candidats publiée le 18 mai. Les 13 candidats sont :
- Adelino Mano Queta - Indépendant
- Antonieta Rosa Gomes - Forum Civique Guinéen-Démocratie Sociale (FCG-SD). Il a contesté l'élection présidentielle de 1994 et a remporté 1,79% des voix.
- Aregado Mantenque Té - Parti des travailleurs (PT)
- Paulino Empossa Ié - Indépendant
- Faustino Fadut Imbali - Parti manifeste du peuple (PMP). Premier ministre de mars à décembre 2001.
- Francisco Fadul - Parti social-démocrate uni (PUSD). Premier ministre du 3 décembre 1998 au 19 février 2000.
- Mamadú Iaia Djaló - Indépendant
- Idrissa Djaló - Parti de l'unité nationale (PUN)
- João Bernardo "Nino" Vieira - Indépendant. Président de 1980 à 1999. Comme Ialá, il a été banni de la politique nationale pendant cinq ans mais sa candidature a été approuvée par la Cour suprême.
- João Tátis Sá - Parti populaire guinéen (PPG)
- Kumba Ialá - Parti du renouveau social (PRS). Il a contesté les premières élections démocratiques du pays en 1994, perdant face au président sortant João Bernardo Vieira, et a remporté les élections de 1999/2000. Il a été président du 17 février 2000 jusqu'à son éviction par l'armée en septembre 2003. Sa nomination est controversée car le gouvernement de transition a annoncé une interdiction de cinq ans des activités politiques pour les anciens dirigeants à la suite du coup d'État. Malgré cela, la Cour suprême a approuvé sa candidature.
- Malam Bacai Sanhá - Parti Africain de l'Indépendance de la Guinée et du Cap-Vert (PAICG). Il a été président par intérim du 14 mai 1999 au 17 février 2000. Sanhá s'est présenté aux précédentes élections présidentielles, tenues le 28 novembre 1999 et s'est classé deuxième avec 23,37% des voix contre 38,81% pour Kumba Ialá. Lors du second tour du 16 janvier 2000, il a été largement battu par Ialá, qui a obtenu 72% des voix.
- Mario Lopes da Rosa - Indépendant

Des diplomates et des analystes politiques affirment que la participation des deux ex-présidents Vieira et Ialá pourrait exacerber les tensions entre les groupes ethniques et les militaires qui pourraient déstabiliser le pays. L'ex-président Vieira entretient des relations difficiles avec les forces armées. L'ancien président Ialá, en revanche, a une très mauvaise réputation parmi les pays donateurs potentiels et les institutions financières, le Fonds monétaire international et la Banque mondiale ayant gelé l'aide au pays pendant sa présidence. Il bénéficie d'un soutien considérable de la part du groupe ethnique Balanta qui domine l'armée, mais peu de soutien des autres groupes. Des informations non confirmées font état de l'établissement de groupes armés selon des critères ethniques à Bissau.
Quatre candidats approuvés pour contester l'élection se retirent dans les semaines précédant le scrutin; Abubacar Baldé du PNUD, Iancuba Indjai du PST qui  déclare par la suite son soutien à Malam Bacai Sanhá, le candidat indépendant Ibraima Sow soutient quant à lui Vieira et Salvador Tchongó du RGB-MB.

## Campagne
Le 2 juillet, Ialá annonce son soutien à la candidature de Vieira au second tour. Il qualifie Vieira de « symbole de la construction de l'État guinéen et de l'unité nationale parce qu'il a proclamé notre indépendance dans les collines de Boe » et dit qu'on pouvait « compter sur lui pour défendre notre indépendance nationale, s'opposer au néocolonialisme, construire la république et promouvoir la paix, la stabilité et surtout la réconciliation nationale ». Compte tenu de la vive hostilité d'Ialá envers Vieira au cours des années précédentes, cette approbation est considérée comme surprenante par beaucoup, et aurait provoqué un mécontentement important à l'égard de la décision parmi les partisans d'Ialá.
La campagne de réélection de Vieira fait l'objet d'allégations sur un financement partiel par des trafiquants de drogue colombiens, qui utilisent la Guinée-Bissau comme voie de transit pour transporter de la drogue vers l'Europe.

## Déroulement
Le scrutin se déroule dans le calme au premier tour le 19 juin. L'observateur en chef des élections de l'UE, Johan Van Hecke, déclare que son groupe n'a relevé aucune irrégularité majeure, ajoutant : "Nous avons l'impression que dans tout le pays, tout le monde a eu la possibilité de s'exprimer sans être intimidé". Le lendemain, Van Heck salue le fait que "les forces militaires se sont abstenues d'intervenir dans le processus et ont plutôt aidé au déroulement de l'élection". L'observateur de l'UE ajoute : « Plus de 90 % des bureaux de vote étaient pleinement opérationnels une heure après leur ouverture, et le scrutin secret était garanti.
Le 22 juin, des décomptes provisoires place Sanhá à la première place, suivi de Vieira et Ialá à la troisième. Les membres du Parti pour le renouveau social (PRS) de Ialá jugent les résultats "faux". Deux jours plus tard, au moins deux personnes meurent lorsque la police a tiré des gaz lacrymogènes et des balles réelles sur une foule de partisans d'Ialá, qui protestaient contre les résultats publiés.
À partir du 25 juin, le président sénégalais Abdoulaye Wade tient des réunions séparées avec les trois principaux candidats ; Wade déclare assurer la médiation à la demande de la Communauté économique des États de l'Afrique de l'Ouest (CEDEAO) et qu'il ne s'ingérera pas dans les affaires de la Guinée-Bissau. Kumba Ialá, s'exprimant lors d'une conférence de presse à Dakar le 27 juin, accepte les résultats "dans l'intérêt de la paix et de la stabilité", bien qu'il ait toujours soutenu qu'il avait en fait reçu le plus de voix. Selon Ialá, il a remporté 38%, Sanhá a remporté 28% et Vieira a remporté 26%; il a allégué que les votes avaient été manipulés pour que son total soit allé à Sanhá et que le total de Sanhá soit allé à Vieira. Le 27 juin également, Vieira a promis de "respecter le verdict des urnes", tout comme Sanhá, qui s'est décrit comme "un homme de paix et de stabilité".

## Résultats
Les résultats définitifs du premier tour ont été publiés le 25 juin. Malam Bacai Sanhá a obtenu 35,45% des voix, João Bernardo "Nino" Vieira a obtenu 28,87% et Kumba Ialá 25,00%. Dix autres candidats se sont partagé les voix restantes. Le président de la commission électorale, Malam Mané, a lancé "un ferme appel à la modération et au civisme". La participation électorale pour le premier tour s'est établie à 87,3 %.
Le 28 juillet, la commission électorale a rapporté que Vieira avait recueilli 20 000 voix de plus que Sanhá lors du second tour, cependant, les résultats étaient "provisoires" puisque le PAIGC a exigé un recomptage, invoquant des irrégularités dans la capitale et dans l'ouest. Après l'annonce des résultats provisoires, Vieira a fait l'éloge de son rival Sanha, l'a qualifié de démocrate et a déclaré qu'il espérait qu'il contribuerait à l'unification du pays; il a également promis qu'"à partir d'aujourd'hui, la Guinée-Bissau changera dans la bonne direction". Un porte-parole de Sanha a cependant allégué une fraude.
| Candidats                | Candidats                | Partis                               | Premier tour | Premier tour | Second tour | Second tour |
| Candidats                | Candidats                | Partis                               | Votes        | %            | Votes       | %           |
| ------------------------ | ------------------------ | ------------------------------------ | ------------ | ------------ | ----------- | ----------- |
|                          | Malam Bacai Sanhá        | PAIGC                                | 158 276      | 35,45        | 196 759     | 47,65       |
|                          | João Bernardo Vieira     | Indépendant                          | 128 918      | 28,87        | 216 167     | 52,35       |
|                          | Kumba Ialá               | PRS                                  | 111 606      | 25,00        |             |             |
|                          | Francisco Fadul          | PUSD                                 | 12 733       | 2,85         |             |             |
|                          | Aregado Mantenque Té     | Parti des travailleurs               | 9 000        | 2,02         |             |             |
|                          | Mamadú Iaia Djaló        | Indépendant                          | 7 112        | 1,59         |             |             |
|                          | Mário Lopes da Rosa      | Indépendant                          | 4 863        | 1,09         |             |             |
|                          | Idrissa Djaló            | PUN                                  | 3 604        | 0,81         |             |             |
|                          | Adelino Mano Quetá       | Indépendant                          | 2 816        | 0,63         |             |             |
|                          | Faustino Imbali          | Manifest Party of the People         | 2 330        | 0,52         |             |             |
|                          | Paulino Empossa Ié       | Indépendant                          | 2 215        | 0,50         |             |             |
|                          | Antonieta Rosa Gomes     | Guinean Civic Forum-Social Democracy | 1 642        | 0,37         |             |             |
|                          | Joao Tatis Sa            | Guinean People's Party               | 1 378        | 0,31         |             |             |
|                          |                          |                                      |              |              |             |             |
| Votes valides            | Votes valides            | Votes valides                        | 446 493      | 94,63        | 412 926     | 97,62       |
| Votes blancs et nuls     | Votes blancs et nuls     | Votes blancs et nuls                 | 25 350       | 5,37         | 10 052      | 2,39        |
| Total                    | Total                    | Total                                | 471 843      | 100          | 422 978     | 100         |
| Inscrits / participation | Inscrits / participation | Inscrits / participation             | 538 471      | 87,63        | 538 472     | 78,55       |

 Représentation des résultats du second tour :
| Sanha Malam Bacai (47,65 %) |  |  | Vieira Joao Bernardo (52,35 %) |